# كيت ماكنزي
كيت ماكنزي (بالإنجليزية: Katherine Mackenzie)‏ هي مجدفة أمريكية، ولدت في 10 أبريل 1975 في نوفي في الولايات المتحدة.

## وصلات خارجية
- كيت ماكنزي على موقع الاتحاد الدولي للتجديف (الإنجليزية)
- كيت ماكنزي على موقع اللجنة الأولمبية الدولية (الإنجليزية)
- كيت ماكنزي على موقع أوليمبيديا (الإنجليزية)